# Thomas Will (Jurist)
Thomas Will (* 28. April 1960) ist ein deutscher Jurist und Staatsanwalt, der seit Oktober 2020 die Zentrale Stelle der Landesjustizverwaltungen zur Aufklärung nationalsozialistischer Verbrechen in Ludwigsburg leitet.
Will begann seine juristische Laufbahn 1994 im höheren Justizdienst des Landes Sachsen-Anhalt. Er war als Richter am Landgericht und Amtsgericht sowie bei der Staatsanwaltschaft in Dessau tätig.
2003 folgte eine Abordnung Wills an die Zentrale Stelle der Landesjustizverwaltungen zur Aufklärung nationalsozialistischer Verbrechen. Im September 2010 wechselte er in den Justizdienst des Landes Baden-Württemberg, nachdem er mit der Wahrnehmung der Geschäfte des Vertreters des Behördenleiters der Zentralen Stelle beauftragt worden war. Seit dem Wechsel seines Vorgängers Jens Rommel an den Bundesgerichtshof führte Will die Zentrale Stelle als stellvertretender Behördenleiter und wurde im Oktober 2020 dessen Nachfolger als Behördenleiter.
Thomas Will befasste sich im Rahmen seiner 17-jährigen Tätigkeit als Ermittler der Zentralen Stelle vor allem mit der Prüfung der Strafbarkeit von Wach- und anderem Personal im Vernichtungslager Treblinka sowie Personenermittlungen zu dem Konzentrations- und Vernichtungslager Lublin-Majdanek und dem Konzentrationslager Mittelbau-Dora. Weiterhin ermittelte er zu Tatorten in Italien und wertete Archive in Russland, Großbritannien und dem Vatikan aus. Die ab 2022 geführten Gerichtsverfahren gegen den 101-jährigen früheren SS-Angehörigen Josef S., der während des Zweiten Weltkriegs drei Jahre lang Wachmann im Konzentrationslager Sachsenhausen gewesen war, und gegen die damals 97-jährige Irmgard Furchner, die als 18-jährige Zivilangestellte im Konzentrationslager Stutthof Stenotypistin des Lagerkommandanten gewesen war, wurden von Will angestoßen.